# Abbaye de l'Abbiette
L'abbaye de l'Abbiette (appelée aussi Notre-Dame du Refuge ou Refuge de Notre-Dame) était un monastère situé d'abord à Audenarde puis à Ath, en Belgique, dans la province de Hainaut, entre sa fondation par Jeanne de Constantinople en 1232-1233 et sa suppression par les révolutionnaires français en 1796.

## Histoire
- En 1202, un hôpital géré par des frères et des sœurs est fondé à Audenarde.
- En 1232-1233, Jeanne de Constantinople, comtesse de Flandre, fonde une abbaye cistercienne à côté de cet hôpital.
- En 1234, les moniales cisterciennes quittent Audenarde pour s'installer au nord d'Ath sur la rive droite de la Dendre en face du village de Brantignies.
- En 1578, les Gueux pillent l'abbaye. Les moniales se réfugient en ville et demandent en vain au magistrat de pouvoir s'établir définitivement à l'intérieur de l'enceinte de la ville.
- En 1600, les moniales réintègrent le monastère hors-les-murs et commencent sa reconstruction.
- En 1663, le monastère, dont l'implantation se trouve englobé dans les nouvelles fortifications, est détruit et l'abbaye est transférée en ville.
- En 1796, l'abbaye est définitivement supprimée par les révolutionnaires.

## Aujourd'hui en 2020
L'ancienne abbaye est aujourd'hui le Collège Saint-Julien.